# NGC 5118
NGC 5118 é uma galáxia espiral barrada (SBc) localizada na direcção da constelação de Virgo. Possui uma declinação de +06° 23' 34" e uma ascensão recta de 13 horas, 23 minutos e 27,4 segundos.
A galáxia NGC 5118 foi descoberta em 12 de Maio de 1793 por William Herschel.